# Stora Ådholmen, Esbo
Stora Ådholmen är en ö i Finland. Den ligger i Finska viken och i kommunen Esbo i den ekonomiska regionen  Helsingfors i landskapet Nyland, i den södra delen av landet. Ön ligger nära Helsingfors.
Öns area är 13,6 hektar och dess största längd är 0,7 kilometer i sydväst-nordöstlig riktning. Ön höjer sig omkring 25 meter över havsytan.